# Brazo robótico

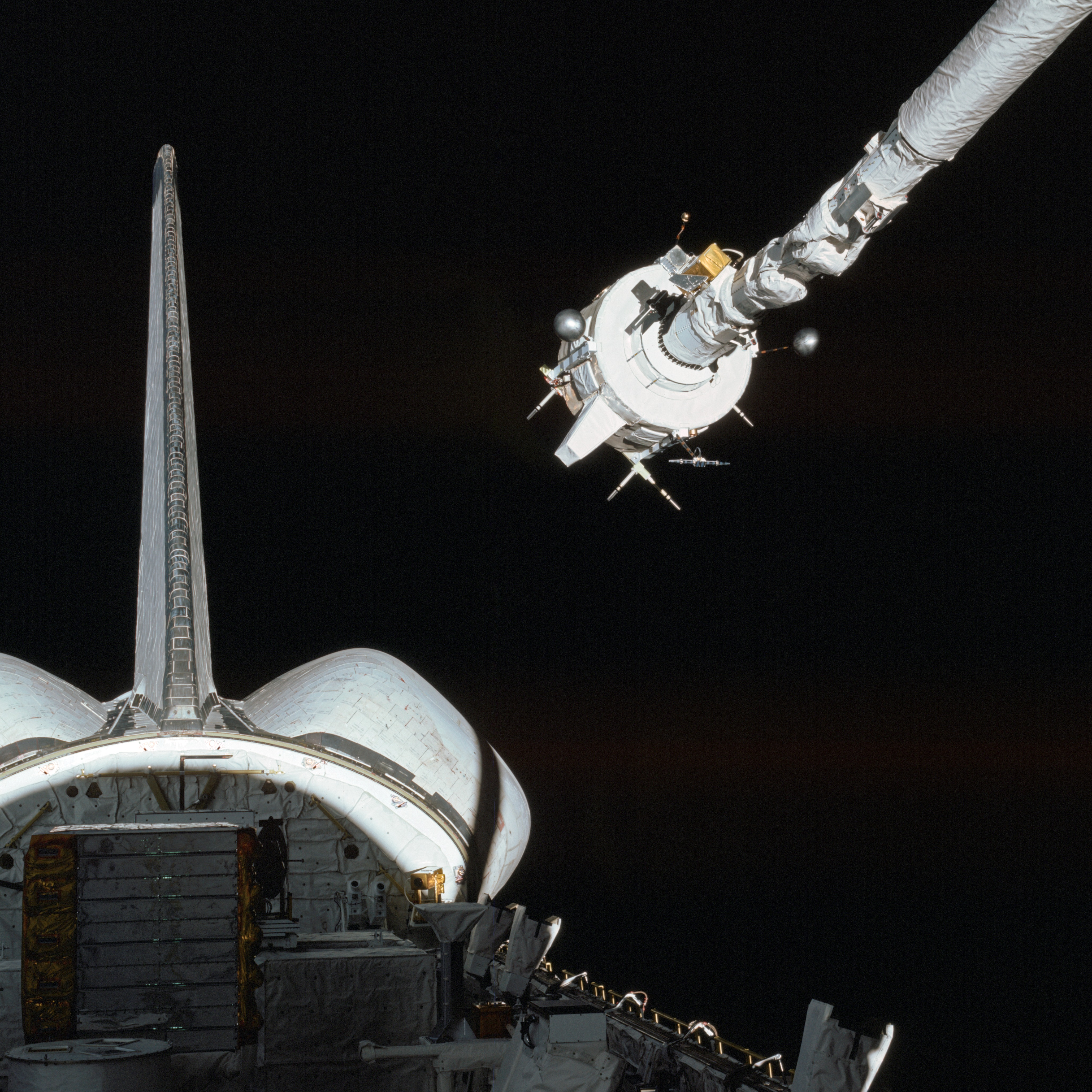
El Canadarm 2 mientras realiza una descarga desde la bodega del Transbordador Espacial.

Un brazo robótico es un tipo de brazo mecánico, normalmente programable, con funciones parecidas a las de un brazo humano; este puede ser la suma total del mecanismo o puede ser parte de un robot más complejo. Las partes de estos manipuladores o brazos son interconectadas a través de articulaciones que permiten tanto un movimiento rotacional (tales como los de un robot articulado), como un movimiento traslacional o desplazamiento lineal

## Mano robótica

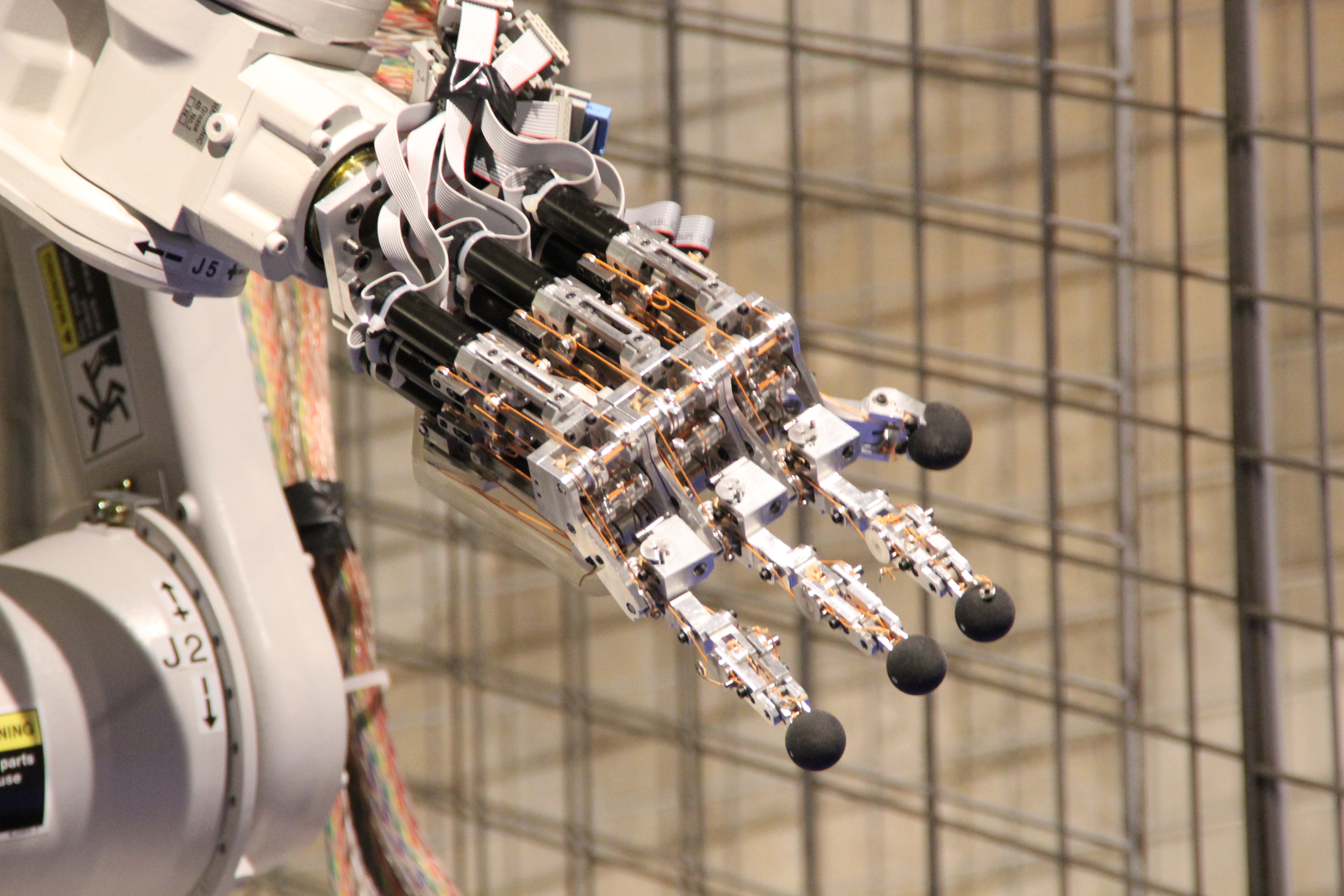
Brazo robótico

El efector final, o mano robótica, es un dispositivo que se creó para efectuar cualquier tarea que se desee como puede ser soldar, sujetar, girar, etc., dependiendo de la aplicación. Por ejemplo, los brazos robóticos en las líneas de ensamblado de la industria automovilística realizan una variedad de tareas tales como soldar y colocar las distintas partes durante el ensamblaje. En algunas circunstancias, lo que se busca es una simulación de la mano humana, como en las prótesis de mano o en los robots usados en tareas de desactivación de explosivos.

## Tipos

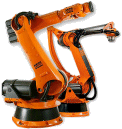
Robots articulados de 6 ejes de KUKA

- Robot cartesiano: Usado para trabajos de “pick and place” (tomar y colocar), aplicación de impermeabilizantes, operaciones de ensamblado, manipulación de máquinas herramientas y soldadura por arco. Es un robot cuyo brazo tiene tres articulaciones prismáticas, cuyos ejes son coincidentes con los ejes cartesianos.
- Robot cilíndrico: Empleado para operaciones de ensamblaje, manipulación de máquinas herramientas, soldadura por punto y manipulación en máquinas de fundición a presión. Es un robot cuyos ejes forman un sistema de coordenadas cilíndricas.
- Robot esférico / Robot polar: tal como el Unimate: Utilizado en la manipulación en máquinas herramientas, soldadura por punto, fundición a presión, máquinas de desbarbado, soldadura por gas y por arco. Es un robot cuyos ejes forman un sistema polar de coordenadas.
- Robot SCARA: Usado para trabajos de “pick and place” (tomar y colocar), aplicación de impermeabilizantes, operaciones de ensamblado y manipulación de máquinas y herramientas. Es un robot que tiene dos articulaciones rotatorias paralelas para proporcionar elasticidad en un plano.
- Robot articulado: Utilizado para operaciones de ensamblaje, fundición a presión, máquinas de desbarbado, soldadura a gas, soldadura por arco y pintado por spray. Es un robot cuyo brazo tiene como mínimo tres articulaciones rotatorias.
- Robot paralelo: Uno de los usos es la plataforma móvil que manipula las cabinas de los simuladores de vuelo. Es un robot cuyos brazos tienen articulaciones prismáticas o rotatorias concurrentes.

## Brazos robóticos notables
En el espacio el Sistema de Manipulación Remota del Transbordador Espacial, también conocido como Canadarm, y su sucesor el Canadarm2, son ejemplos de brazos robóticos de múltiples grados de libertad que ha sido usado para realizar distintas tareas tales como inspección de los transbordadores espaciales y satélites a través de cámaras colocadas en su extremo o mano, y tareas de carga y descarga de la bodega de los transbordadores espaciales.